# 张学光
张学光（1951年—），男，江苏无锡人，中国免疫学家。曾任苏州大学副校长，江苏省临床免疫研究所所长，中国免疫学会副理事长。